# Lesser George

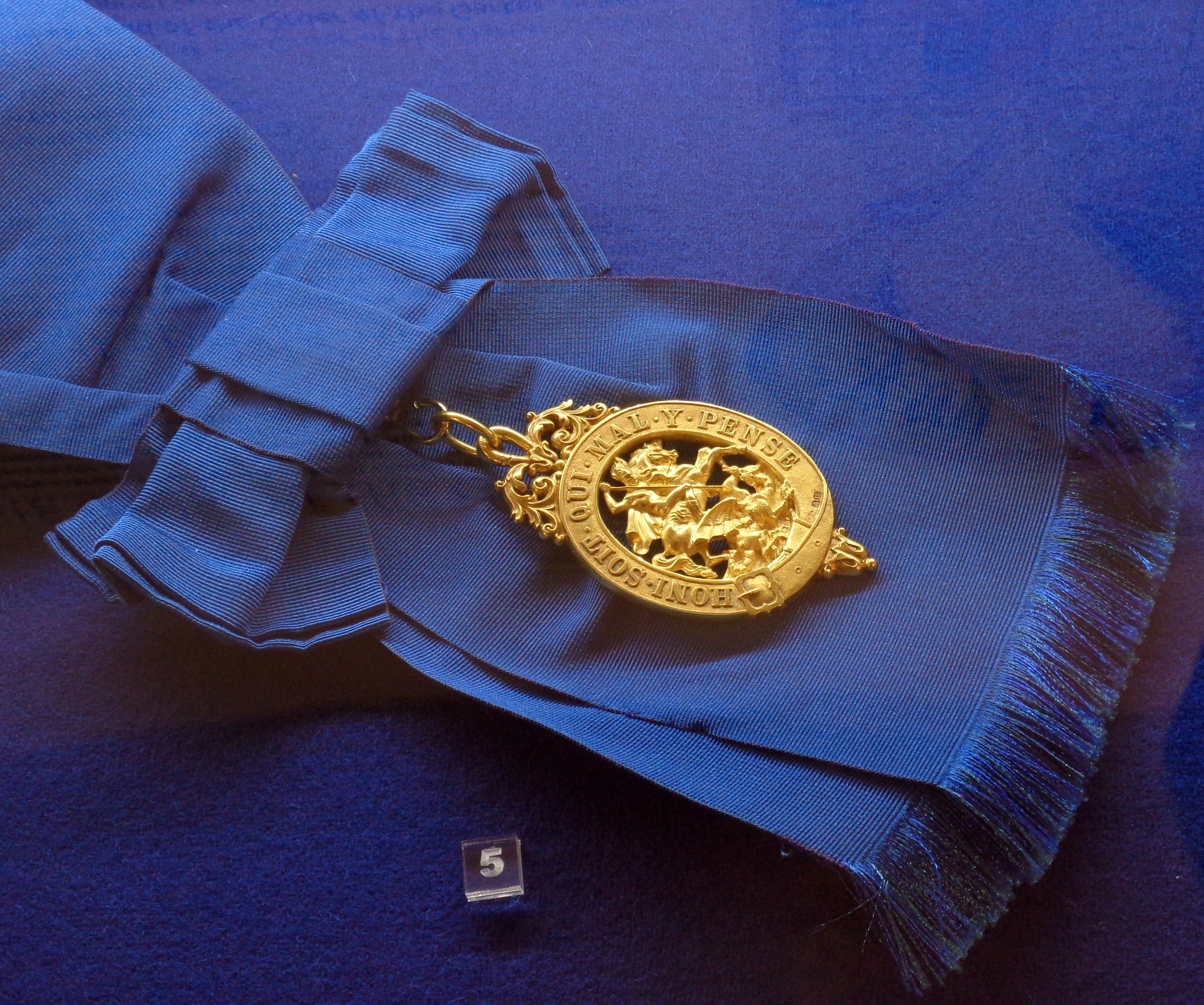
Lesser George

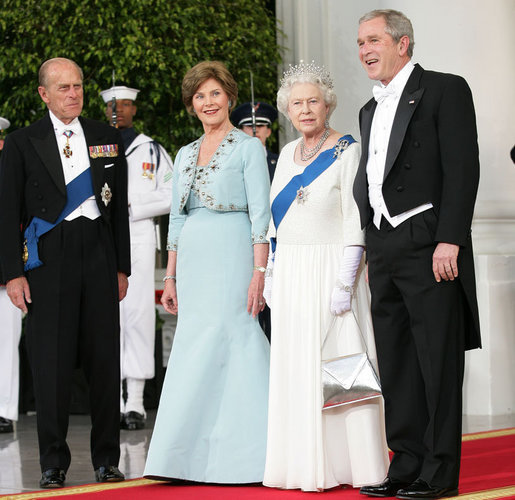
De Britse Koningin en Prins Philip dragen hun "Lesser George" aan een grootlint.

De "lesser George" (Engels voor "Kleinere George") is een zwaar gouden juweel dat ook "Investment badge" (Engels: "verleningsteken") wordt genoemd. Het belangrijkste insigne van de orde van de Kousenband is de "George", een geëmailleerd gouden sculptuurtje van Sint Joris die te paard een draak verslaat. Dit versiersel wordt altijd aan de zware gouden keten gedragen en in de 16e eeuw ontstond de gewoonte om een minder kwetsbaar en comfortabeler gouden insigne aan een lint om de hals of over de schouder op de linkerheup te dragen. Hendrik VIII gaf de ridders in 1519 formeel toestemming op bij minder plechtige gelegenheden de George te vervangen door een gouden medaillon aan een keten van kleine gouden schakels. Onder Karel II werd de George aan een blauw lint om de hals gedragen.
In de 16e, 17e en 18e eeuw werden de door de koning verstrekte lesser Georges vervangen door in opdracht van de ridders gemaakte kleinoden van onyx of agaat. De lesser George werd ook wel met edelstenen versierd.
Misschien was het lint van de Orde van de Kousenband ooit zwart, daarover bestaat geen duidelijkheid. Zeker is wel dat Jacobus I in 1622 bepaalde dat het lint "voor altijd hemelsblauw" zou zijn.
Ook de verdreven Stuart pretendenten bleven van 1688 tot 1760 ridders benoemen en deze droegen hemelsblauwe linten. Daarom besloot de eerste Koning uit het huis Hannover, George I in 1714 om in het vervolg donkerblauwe linten te dragen.In 1950 werd dit besluit door George VI ongedaan gemaakt. Deze koning koos voor "ijsvogelblauw" (Engels:"kingfisher blue").
De lesser George moet na de dood altijd worden teruggegeven aan de Britse koning. Het is het privilege van de oudste zoon van de overledene om dat in een audiëntie te doen. Wanneer het geslacht met de overledene is uitgestorven wordt soms afgezien van teruggave en behoudt de familie de "lesser George" als herinnering.
Ook in Nederland bevindt zich een "lesser George" in een openbare verzameling. In 1962 liet Koningin Elizabeth II de versierselen van Koningin Wilhelmina, "Extra Dame" van de Kousenband in Nederland. Ze worden op Paleis Het Loo tentoongesteld.

## Trivia
Bijzonder was het gebruik dat twee knechten van Prins Maurits van de "lesser George" van hun meester maakten. In afwezigheid van de Prins lokten Jean de Paris en Jean de la Vigne de Haagse juwelier Jan van Wely in 1618 naar het Stadhouderlijk kwartier aan het Binnenhof. Van Wely nam voor de Prins een met diamanten versierde hoedenband mee. Hij werd in Maurits' kabinet gevoerd en daar met het lint van de op tafel liggende "lesser George" gewurgd en met Maurits eigen dolk neergestoken. Het lijk werd onopgemerkt op de mestvaalt van het Binnenhof gegooid.